# Šestov
Šestov ali Šestova [šestóv/šestóva] ima več pomenov.

## Osebnosti
Priimek več osebnosti (rusko Шесто́в/Шесто́ва).

### Šestov
- Aleksej Aleksandrovič Šestov (1896–1937), obtoženec na 2. moskovskem procesu.
- Lev Izakovič Šestov (1886–1938), ruski filozof.
- Nikolaj Aleksandrovič Šestov (1831–1876), ruski vojaški zdravnik.
- Sergej Semjonovič Šestov (*1950), rusko vojaški in družbeni delavec, polkovnik KGB ZSSR.

### Šestova
- Ksenija Ivanovna Šestova (1560–1631), ruska nuna in mati carja Mihaela Fjodoroviča Romanova.